# Fabien Fortassin

a Compétitions nationales et continentales officielles uniquement.

Dernière mise à jour le 1 mars 2025.
Fabien Fortassin, né le 8 janvier 1984 à Auch (Gers), est un joueur de rugby à XV français qui évoluait au poste de demi d'ouverture avec plusieurs clubs de Pro D2 et de Top 14, avant de se reconvertir en tant qu'entraîneur.

## Biographie

### Jeunesse et formation
Fabien Fortassin naît le 8 janvier 1984 à Auch et grandit à Saint-Gaudens, en raison de la mutation de son père, également rugbyman. D'abord passionné par le football où il joue en tant que milieu offensif ou attaquant, il se tourne vers le rugby à XV à l'âge de seize ans en rejoignant l'Union Sportive Montréjeau. Il se distingue rapidement comme un buteur de qualité.

### Carrière de joueur
De 2003 à 2007, il évolue au Stado Tarbes Pyrénées Rugby. Après avoir été lancé par Jean-Louis Luneau et Francis Léta, il connaît une bonne saison 2006-2007 en Pro D2, où il devient le meilleur buteur du championnat avec 390 points.
Après plusieurs saisons à Tarbes, il rejoint l'US Montauban en 2007, puis le Racing Métro 92 en 2009.
En 2010, il signe un contrat de trois ans avec Tarbes et joue un rôle clé en Pro D2, étant responsable de plus de 58 % des points inscrits par son équipe pendant la saison 2010-2011.
En 2013, il rejoint le Stade rochelais, où il participe à la montée en Top 14. Il est notamment auteur d'un drop décisif en finale contre le SU Agen. Il termine sa première saison à La Rochelle en tête du classement des meilleurs réalisateurs avec 384 points,.
Fortassin poursuit sa carrière au Biarritz olympique à partir de 2016, mais une grave blessure au tibia et au péroné en début de saison 2016-2017 le prive de compétition. Durant sa convalescence, il assume un rôle d'analyste vidéo au sein du club.
Le 23 avril 2018, il annonce la fin de sa carrière professionnelle,.

### Carrière d'entraîneur
Après sa retraite sportive, Fabien Fortassin rejoint le staff du Biarritz olympique en tant qu'entraîneur des arrières. Cependant, après un passage difficile et des changements fréquents de direction, il quitte le club. Il rejoint alors le Stado Tarbes Pyrénées Rugby, où il prend en charge les trois-quarts et forme un duo d'entraîneurs avec Stéphane Ducos. Ce duo connaît un certain succès, et Fortassin participe à la première saison de l’équipe en Nationale.
En mars 2023, il signe un contrat de quatre saisons avec le Valence Romans Drôme Rugby, poursuivant ainsi son parcours en tant qu'entraîneur en Pro D2.

## Vie privée
Fan de Jonny Wilkinson, Fabien Fortassin a toujours cherché à imiter son idole dans ses tirs au but.

## Palmarès
- Meilleur réalisateur de Pro D2 : 2007 (390 points)[24], 2013 (404 points) et 2014 (389 points)[25]
- Meilleur buteur de Pro D2 : 2007 (380 points)[26], 2013 (389 points) et 2014 (359 points)[25]